# Academia São-Tomense de Letras
Academia São-Tomense de Letras (ASL) é uma associação privada sem fins lucrativos, de carácter cultural e científico sediada em São Tomé (São Tomé e Príncipe). É também uma instituição literária que possui como finalidade a divulgação da literatura, cultura e língua são-tomense.

## História
A Academia São-Tomense de Letras foi fundada em 8 de maio de 2019 com a sua constituição realizada nas dependências do Ministério da Justiça de São Tomé e Príncipe.
O primeiro presidente eleito da ASL foi Carlos do Espírito Santo, conhecido como “Bené”, professor são-tomense licenciado em filosofia com mestrado e doutorado em literatura. Carlos do Espírito Santo tem exercido o seu mandato desde a fundação da entidade em maio de 2019.
Em junho de 2020, esta Academia celebrou acordo de cooperação com a Academia Angolana de Letras, a Academia Brasileira de Letras, a Academia Caboverdiana de Letras e a Academia de Ciências de Moçambique.

## Composição
A Academia São-Tomense de Letras possui 20 membros (ou imortais) que são cofundadores da instituição, sendo que cinco das imortais são mulheres, dentre elas, Graça Lavres, ex-ministra são-tomense da cultura.
A estrutura organizativa da Academia é composta pela Assembleia Geral, o órgão máximo da ASL que conta ainda com o Conselho de Administração, Cientifico e Fiscal.
Outros eruditos e intelectuais que compõem a Academia São-Tomense de Letras são o linguista Jorge Bom Jesus, ex-primeiro-ministro de São Tomé e Príncipe, e o jurista Jonas Gentil, ex-juiz conselheiro do Tribunal Constitucional de São Tomé e Príncipe.